# Kjúsaku Ogino
Kjúsaku Ogino (japonsky 荻野 久作 Ogino Kjúsaku) (25. března 1882 Tojohaši (豊橋) – 1. ledna 1975 Jorii) byl japonský lékař specializující se na porodnictví a gynekologii. Zabýval se výzkumem funkce tzv. žlutého tělíska a vyvinul jednu z prvních forem tzv. kalendářové metody přirozeného plánování rodičovství.